# التفسير الكاشف
التفسير الكاشف هو تفسير معاصر للقرآن الكريم للشيخ محمد جواد مغنية وهو عالم مسلم شيعي، وقد عمد في تفسيره هذا إلى تبسيط المفاهيم القرآنية ومخاطبة الجيل الشاب، ومحاولة ربط النصوص القرآنية بالواقع المُعاش. التفسير يقع في سبعة أجزاء شملت تفسير القرآن الكريم بالكامل.

## نبذة عن المفسر
محمد جواد بن محمود بن محمد مغنية، والدته تنتمي لعائلة آل شرف الدين والتي توفيت وهو في الثالثة من عمره، ولد محمد جواد بقرية طيردبا في مدينة صور سنة1904 م، وتوفي سنة 1979 م، هاجر مع والده إلى النجف حيث مكث فيها أربع سنوات عاد بعدها إلى لبنان، وبعد وفاة والده تكفل به أخيه الأكبر عبد الكريم الذي توفي أيضا في سن مبكره، عاش بعدها الصعاب والفقر إلى أن تمكن من السفر إلى النجف ودراسة العلوم الدينية في حوزتها، وكان من أبرز أساتذته أبو القاسم الخوئي، وبعد أن قضى في النجف عشر سنوات عاد سنة 1936 م إلى بلده لبنان، في لبنان عُين قاضياً للمحاكم الجعفرية، وقام بتأليف العديد من الكتب.

## منهج التفسير
من الخصائص المنهجية التي اتخذها المؤلف في التفسير الكاشف:
- ابتعاد لغة المؤلف في تفسيره عن مخاطبة طبقة النخبة من العلماء والمفكرين، واستخدامه لغة مبسطة شفافة واضحة، وتركيزه على العنصر الإقناعي، لغاية إقناع القارئ بأن تعاليم الدين الإسلامي تستهدف خير الإنسان وسعادته.
- الإجمال والاختصار في الجانب اللغوي للآيات، وذلك كما يقول المفسر لعدم احتياج الناس في عصره لهذا العنصر، وأن المفسرون القدامى اهتموا به اهتماماً بالغاً لأنهم عاشوا في عصرٍ لم يتواجد فيه تهاون واستخفاف بالدين الإسلامي وقيمه كما يوجد في عصره.
- المزاوجة بين النص والواقع، سعياً منه لربط الآيات القرآنية بواقع الحياة المعاصر.
- النقد الاذع للموروث الديني التقليدي، والأوضاع الفكرية والاجتماعية والسياسية القائمة في العالم الإسلامي، كذلك نقد المدراس السائدة في زمانه كالماركسية والرأسمالية وغيرها.[1]

- عدم ذكره للعلاقة بين الآيات، معللاً ذلك بأن القرآن لم ينزل على الرسول صلى الله عليه وآله وسلم بترتيبه الذي عليه الآن. وعدم ذكره لأسباب نزول الآيات والسبب في ذلك عدم تمحيص العلماء لأسانيدها.
- اعتمد في تفسيره للآيات على الأحاديث الواردة في السنة النبوية معللاً ذلك لكونها ترجمان القرآن والسبيل إلى معرفة معاني القرآن. وإذا لم يرد حديث في ذلك يعتمد ظاهر الآية وسياقها وذلك لأن الله تعالى يعتمد في بيان مراده على مايفهمه المخاطب من دلالة الظاهر، والمخاطب بدوره يأخذ بهذا الظاهر، إلا إذا ثبت العكس، وفي حال ورود آية آخرى في معنى الآية الأولى وكانت الثانية أوضح، فإنّه يذكر الآيتين معاً لأجل التوضيح، وعندما يتعارض ظاهر اللفظ مع حكم العقل وبداهته، فأن الأولوية تكون للفظ وذلك فيما يتفق مع العقل.أمّا في المسائل الفقهية إذا تعارض ظاهر اللفظ مع إجماع المسلمين فإنّه يحمل الظاهر على الإجماع.[2]

## وصلات خارجية
- الشيعة في الميزان، محمد جواد مغنية
- تجارب محمد جواد مغنية بقلمه